# Причини сексуального насильства
Сексуальне насильство стосується низки завершених статевих актів або спроб статевих актів, на які постраждала сторона не дає або не може дати згоди. Теорій про причини сексуального насильства є численними, і вони вийшли з багатьох різних дисциплін, таких як жіночі дослідження, охорона здоров'я та кримінальне правосуддя. Пропоновані причини включають військове завоювання, соціально-економічне становище, гнів, владу, садизм, риси характеру, етичні стандарти, закони та еволюційний тиск. Більшість досліджень причин сексуального насильства зосереджено на злочинцях-чоловіках.

## Види гвалтівників
Клінічний психолог Ніколас Грот описав кілька різних типів зґвалтувань. Детальний концептуальний аналіз показує, що об'єктивація може лежати в основі заперечення волі та особистості, що призводить до зґвалтування.

### Гнівні ґвалтівники
Мета цих ґвалтівників — принизити, образити та завдати болю своїм жертвам. Вони застосовують надмірну силу незалежно від того, чинять жертви опір чи ні. Крім того, вони висловлюють свою зневагу до своїх жертв через фізичне насильство та нецензурну лексику. Для цих ґвалтівників секс є зброєю для осквернення та приниження жертви, зґвалтування є найкращим виявом їхнього гніву. Цей ґвалтівник вважає зґвалтування найбільшим правопорушенням, яке вони можуть вчинити проти жертви. Друзі та знайомі розлючених гвалтівників можуть повідомити про темні сторони їх характеру чи способу життя.
Зґвалтування в стані афекту характеризується фізичною жорстокістю: під час нападу застосовується набагато більше фізичної сили, ніж було б необхідно, якби метою було просто придушити жертву і досягти проникнення. Цей тип злочинців нападає на жертву, хапаючи її, наносячи удари і збиваючи з ніг, б'ючи, розриваючи одяг і ґвалтуючи.
Для кривдника це досвід усвідомленого гніву та люті.

### Владний напористий ґвалтівник
Для цих ґвалтівників зґвалтування стає способом компенсації їх глибинного почуття неадекватності та підживлює їхні проблеми панування, контролю, домінування, сили, залякування, авторитету та можливостей. Метою насильника є утвердження власної компетентності. Він покладається на словесні погрози, залякування зброєю і застосовує лише ту силу, яка необхідна для того, щоб підкорити жертву. Зґвалтування, скоєні таким злочинцем, більш імпульсивні, спонтанні та незаплановані. Жертви часто зустрічаються випадково, наприклад, у пабах, клубах або на вечірках. Їхній напад характеризується помірним рівнем сили, що застосовується протягом короткого проміжку часу. На відміну від ґвалтівника, який переконує у своїй силі, ґвалтівник, який стверджує свою владу, вважає себе «мачо», який хоче довести жінкам свою мужність. Його мова різка і пересипана ненормативною лексикою.
Владний ґвалтівник часто вважає, що напад не був зґвалтуванням, оскільки він прихильно ставиться до зґвалтування. Владні ґвалтівники часто вважають, що вони мають право на власне задоволення, незважаючи на почуття жертви або відсутність бажання. У статті «Виправдання сексуальних злочинців за свої дії» говориться: «Один злочинець, який змусив свою постійну партнерку займатися сексом після того, як вона добровільно доторкнулася до його пеніса, сказав: „Я відчував себе так, ніби отримав щось, на що мав право. І я відчував, що відплачую їй за те, що вона мене сексуально збудила“».
Існує чітка тенденція для ґвалтівника мати фантазії про сексуальний досвід і вважати, що вони насолоджуються цим або вдячні за це, навіть якщо вони опираються. Оскільки це всього лише фантазія, ґвалтівник довго не відчуває заспокоєння ні власною дією, ні реакцією жертви. Ґвалтівник відчуває, що вони повинні знайти іншу жертву, впевнений, що ця жертва буде «правильною». Отже, їхні правопорушення можуть стати повторюваними та нав'язливими. Вони можуть вчинити серію зґвалтувань протягом короткого періоду часу.

### Ґвалтівники-садисти
Ці ґвалтівники мають сексуальну асоціацію з гнівом і владою, тому агресія та заподіяння болю еротизуються. Для цього ґвалтівника сексуальне збудження асоціюється із заподіянням болю жертві. Правопорушник вважає навмисне жорстоке поводження зі своєю жертвою величезним задоволенням і отримує задоволення від мук, болю, страждань, страждань, безпорадності та страждань жертви; він вважає боротьбу жертви з ними еротичним досвідом.
Напади ґвалтівника-садиста є навмисними, прорахованими та заздалегідь спланованими. Вони часто маскуються або зав'язують очі своїм жертвам. Повії чи інші люди, яких вони вважають вразливими, часто стають мішенями ґвалтівників-садистів. Жертви ґвалтівника-садиста можуть не вижити після нападу. Деякі злочинці отримують найвище задоволення від убивства жертви.

## Моделі схильності до сексуальної агресії
Схильність підходу до сексуальної агресії зосереджується на рисах (рисах, які є стабільними та фіксованими з часом), які можуть збільшити ймовірність того, що хтось вчинить акт сексуального насильства.

### Когнітивні та ставлювальні упередження
Когнітивні риси та упередження ставлення, пов'язані зі схильністю до вчинення актів сексуальної агресії, походять із соціокультурних досліджень і стверджують, що форми сексуальної агресії походять від хибних уявлень про гендерні стосунки, неправильних цілей (тобто лише зустрічі для сексу) та помилкових враження від соціальних взаємодій (пов'язані з гендерними стосунками). Дослідження, які зосереджуються саме на гендерних відносинах у контексті сексуального насильства, виявили, що відповідність уявленням про привілеї чоловіків, підозріле ставлення до протилежної статі, сприйняття насильства як розумного методу вирішення проблем і дотримання традиційних патріархальних установок, що певні ролі в суспільстві належать виявлено, що конкретні статі дотримуються концепції прав/зверхності чоловіків (у контексті гендерних відносин). Когнітивні упередження, які підвищують схильність до вчинення актів сексуального насильства, включають відчуття належності (право на секс) і переконання, що жінки є сексуальними об'єктами, сексуальний потяг чоловіків неконтрольований, суспільство небезпечне, а жінки непередбачувані та небезпечні.

### Нервово-психічні процеси
Нейропсихологічний дефіцит, який може сприяти схильності до сексуального насильства, включає труднощі в саморегуляції, проблеми виконавчого функціонування, проблеми системи сприйняття/пам'яті, дефіцит системи збудження/мотивації та проблеми в системі вибору дій. Труднощі виникають, коли сексуальні агресори не в змозі зрозуміти свій емоційний стан, тому, зіткнувшись із ситуацією, яка викликає їхню систему збудження/мотивації, вони збентежені та можуть мати проблеми з контролем своєї поведінки. Нездатність адаптувати плани для вирішення непередбачуваних ситуацій або обмежені навички вирішення проблем (система вибору дій) і підтримання дезадаптивних переконань, класифікованих помилковими інтерпретаціями соціальних зустрічей (системи сприйняття/пам'яті), також можуть сприяти більшій схильності до скоєння дій. сексуального насильства.

### Девіантні сексуальні уподобання
Дослідження, зосереджені на моделі схильності до девіантних сексуальних уподобань, свідчать про те, що люди, які вчиняють акти сексуального насильства, сексуально збуджені сексуальними взаємодіями без згоди більше, ніж сексуальними взаємодіями за згодою. Дослідження, яке має на меті підтримати цю модель (плетизмографія статевого члена), не змогло достовірно знайти відмінності між двома різними групами чоловіків (тих, хто вчинив акти сексуальної агресії, і тих, хто цього не зробив). Натомість дослідження надають більше доказів когнітивних, психологічних, нейропсихологічних і способів життя, які впливають на сексуальне збудження в певних ситуаціях, а не девіантних сексуальних уподобань, що призводять до більшої схильності до сексуального насильства.

### Розлади та риси особистості
Остання модель схильності до сексуального насильства розглядає осіб, які вчиняють сексуальне насильство, через три лінзи різних особистісних рис, причому міжособистісне функціонування є найважливішим фактором, який визначає, чи буде людина більш схильною до сексуального насильства. Ця модель ґрунтується на ідеї, що сексуальна агресія свідчить про проблеми зі встановленням та підтриманням приємних інтимних стосунків.

#### Ненадійна лінза
Об'єктив ненадійного стилю прив'язаності випливає з досліджень сексуальних агресорів, які характеризували їх як людей з ненадійним стилем прив'язаності (внаслідок насильства в дитинстві, розлучення батьків тощо), що проявляється в низькій самооцінці, нездатності розвивати стосунки з іншими людьми та значній емоційній самотності. Через призму цієї моделі сексуальна агресія використовується як хибний засіб задоволення потреб в інтимності.

#### Антисоціальні риси особистості/чотиристороння лінза
Антисоціальна позиція особистості випливає з дослідження Холла та Хіршмана (1991) і наголошує на наступних наслідках переживання негараздів/жорстокого поводження в дитинстві, що може призвести до розвитку антисоціальних рис особистості в дорослому віці. Антисоціальні риси особистості поєднуються з контекстуальними, емоційними (лют/злість), когнітивними (ірраціональні думки, які впливають на емоції) та фізіологічними (девіантне сексуальне збудження) факторами, які підвищують ймовірність вчинення сексуального насильства.

#### Нарцисична лінза особистості
Нарешті, нарцисична лінза наголошує на припущенні, що люди з нарцисичними рисами особистості більш схильні інтерпретувати відмову від сексуальних домагань як образу, і, у свою чергу, матимуть несприятливу реакцію на такі образи (нарцистична травма). Цей об'єктив найкраще використовувати під час опису сексуального насильства, яке включає відомих жертв (наприклад, інцест, зґвалтування на побаченні, домашнє насильство тощо), оскільки воно не може належним чином пояснити сексуальне насильство, наприклад зґвалтування незнайомою людиною.

## Індивідуальні фактори

### Відома жертва
Дані про сексуально насильницьких осіб показують, що більшість спрямовує свої дії на людей, яких вони вже знають.

### Сексуальне насильство за допомогою наркотиків
Сексуальне насильство за допомогою наркотиків (DFSA), також відоме як зґвалтування хижаком, — це сексуальне насильство, яке здійснюється після того, як жертва стала недієздатною через вживання алкогольних напоїв або інших наркотиків. Доведено, що алкоголь відіграє розгальмовувальну роль у певних типах сексуального насильства, як і деякі інші наркотики, зокрема кокаїн. Алкоголь має психофармакологічний ефект, який зменшує гальмування, затьмарює судження та погіршує здатність інтерпретувати сигнали. Однак біологічні зв'язки між алкоголем і насильством є складними. Дослідження соціальної антропології споживання алкоголю свідчать про те, що зв'язок між насильством, пияцтвом і пияцтвом є соціально навченим, а не універсальним. Деякі дослідники відзначають, що алкоголь може служити культурною перервою, надаючи можливість для антисоціальної поведінки. У стані алкогольного сп'яніння засуджені більш схильні до насильницьких дій, оскільки вони не вважають, що будуть притягнуті до відповідальності за свою поведінку. Деякі форми групового сексуального насильства також пов'язані з вживанням алкоголю. У таких умовах вживання алкоголю є актом групового зв'язку, коли колективно послаблюються заборони, а індивідуальні судження поступаються на користь групи.

### Сексуальне задоволення
У 1994 році Річард Фелсон і Джеймс Тедеші написали суперечливу книгу «Агресія та примусові дії: перспектива соціальної взаємодії», в якій стверджується, що ґвалтівниками керують сексуальні права, а не агресивне бажання домінувати над жертвою. Фелсон вважає, що зґвалтування є агресивною формою сексуального примусу, а цілями зґвалтування є отримання сексуальних прав і відчуття влади. Мета-аналіз показує, що засуджені ґвалтівники демонструють більше сексуальне збудження під час сцен сексуального примусу із застосуванням сили, ніж неґвалтівники. В одному дослідженні чоловіки-ґвалтівники, оцінені за допомогою плетизмографії статевого члена, продемонстрували більше збудження від примусового сексу та меншу дискримінацію між примусовим і згодним сексом, ніж контрольні суб'єкти, які не були ґвалтівниками, хоча обидві групи сильніше реагували на сценарії згодного сексу.

### Психологічні фактори
Останнім часом було проведено багато досліджень щодо ролі когнітивних змінних серед сукупності факторів, які можуть призвести до зґвалтування. Детальний концептуальний аналіз показує, що об'єктивація може лежати в основі заперечення волі та особистості, що призводить до зґвалтування. Доведено, що чоловіки, які піддаються сексуальному насильству, більш схильні вважати жертв винуватцями зґвалтування та менш обізнані про вплив зґвалтування на жертв. Такі чоловіки можуть неправильно сприймати підказки, які дають жінки в соціальних ситуаціях, і їм може не вистачати стримувань, які діють на придушення асоціацій між статтю та агресією. Вони можуть мати примусові сексуальні фантазії і загалом більш ворожі до жінок, ніж чоловіки, які не є сексуально насильницькими. На додаток до цих факторів вважається, що сексуально насильницькі чоловіки відрізняються від інших чоловіків імпульсивністю та антисоціальними схильностями. Вони також схильні мати перебільшене почуття мужності. Сексуальне насильство також пов'язане з перевагою безособових сексуальних стосунків на відміну від емоційного зв'язку, з наявністю багатьох статевих партнерів і зі схильністю до відстоювання особистих інтересів за рахунок інших. Ще одна асоціація пов'язана з ворожим ставленням до ґендеру, яке стверджує, що жінки — супротивниці, яким потрібно кинути виклик і завоювати їх.

### Дослідження засуджених ґвалтівників
Дослідження засуджених ґвалтівників виявили кілька важливих мотиваційних факторів у сексуальній агресії чоловіків. Ці мотиваційні фактори, які неодноразово згадуються, включають гнів на жінок і потребу контролювати або домінувати над ними.
Дослідження Marshall et al. (2001) виявили, що чоловіки-ґвалтівники мали меншу емпатію до жінок, які зазнали сексуального насильства з боку невідомого нападника, і більше ворожості до жінок, ніж чоловіки/жінки, які не вчиняли сексуальних злочинів і не злочинців.
Мета-аналіз показує, що засуджені ґвалтівники демонструють більше сексуальне збудження під час сцен сексуального примусу із застосуванням сили, ніж неґвалтівники.

## Соціально-економічні фактори
Фактори, що діють на суспільному рівні і впливають на сексуальне насильство, включають закони та національну політику щодо гендерної рівності загалом і сексуального насильства зокрема, а також норми, що стосуються застосування насильства. Хоча різні фактори діють переважно на місцевому рівні, в сім'ях, школах, на робочих місцях і в громадах, закони і норми, що діють на національному і навіть міжнародному рівнях, також впливають на насильство.

### Війна і стихійні лиха
Беззаконня під час воєн і громадянських конфліктів може створити культуру безкарності щодо порушень прав людини цивільних осіб. Деякі нерегулярні армії та ополчення мовчазно схвалюють пограбування цивільних територій як спосіб для військ поповнити свої мізерні доходи, а також сприяють грабунку та зґвалтуванням мирних жителів як нагороду за перемогу. У 2008 році Рада Безпеки Організації Об'єднаних Націй стверджувала, що «жінки та дівчата особливо страждають від використання сексуального насильства, у тому числі як тактики війни, щоб принизити, домінувати, вселити страх у, розсіяти та/або примусово перемістити цивільних членів громади чи етнічної групи».
Біженці та внутрішньо переміщені особи, які залишають свої домівки під час війни та великих катастроф, можуть стати жертвами торгівлі людьми з метою сексуальної або трудової експлуатації через економічний розпад, правопорядок. Виступаючи на Генеральній Асамблеї ООН у 2010 році, Спеціальний доповідач ООН з питань насильства щодо жінок, його причин і наслідків відзначив особливу вразливість жінок і підвищений ризик зазнати насильства після катастроф. Після землетрусу на Гаїті 2010 року велика кількість жінок і дівчат, які проживали в таборах для внутрішньо переміщених осіб, зазнали сексуального насильства. Міжамериканська комісія з прав людини визнала необхідність реагування державних структур на гендерне насильство, вчинене приватними особами, у відповідь на петицію гаїтянських груп і юристів-правозахисників із закликом до уряду Гаїті та міжнародних акторів вжити негайних заходів —наприклад, підвищення освітлення, безпеки та доступу до медичної допомоги — для боротьби з сексуальним насильством щодо жінок і дівчат у таборах для ВПО.

### Бідність і економічна нестабільність
Встановлено, що бідність є фактором, що сприяє як скоєнню, так і віктимізації сексуального насильства. Було виявлено значні кореляції між віктимізацією сексуального насильства та незадоволеними фізичними потребами, такими як відсутність житла та продовольчої безпеки. Деякі вчені в галузі розвитку та політики також описали фінансові та соціально-емоційні витрати сексуального насильства, такі як медичні витрати та проблеми з психічним здоров'ям. Ці витрати можуть збільшити ризик бідності жертви або ускладнити вихід з неї.
Кілька авторів стверджують, що зв'язок між бідністю та вчиненням сексуального насильства опосередковується формами кризи маскулінної ідентичності. Наприклад, Філіп Бургуа писав про те, як молоді чоловіки зі Східного Гарлему, штат Нью-Йорк, відчували тиск через моделі успішної маскулінності та сімейної структури, що передаються від поколінь їхніх батьків, дідусів і бабусь, поряд із сучасними ідеалами мужності, які підкреслюють матеріальне споживання. У цьому контексті групове зґвалтування та сексуальне завоювання нормалізуються, оскільки чоловіки звертають свою агресію проти жінок, яких вони більше не можуть патріархально контролювати чи підтримувати економічно.
Національні та міжнародні економічні зміни корелюють зі змінами рівня сексуального насильства на регіональному та глобальному рівнях. Наприклад, глобальна тенденція до вільної торгівлі супроводжується збільшенням торгівлі жінками та дівчатами, в тому числі торгівлі в сексуальних цілях. Деякі дослідники розвитку стверджують, що глобалізація збільшила бідність і безробіття в ряді країн, таким чином підвищуючи ймовірність секс-торгівлі та інших форм сексуального насильства. Як приклади наводилися Центральна Америка, Карибський басейн і деякі частини Африки.

### Соціальні норми
Жінки в різних країнах наражаються на серйозний ризик, якщо повідомляють про зґвалтування. Ці ризики включають в себе насильство (включаючи вбивства честі) з боку їхніх сімей, переслідування за позашлюбний секс або примушення вийти заміж за свого ґвалтівника. Це створює культуру безкарності, яка дозволяє зґвалтуванням залишатися безкарними. «Застереження про делегування», які використовуються в багатьох контрактах із будинками для престарілих, звинувачують у фактичному дозволі зґвалтування мешканців.
Сексуальне насильство, вчинене чоловіками, значною мірою корениться в ідеологіях сексуальних прав чоловіків. Наскільки глибоко в суспільстві є переконання про вищість чоловіків і право на секс, значною мірою вплине на ймовірність сексуального насильства, як і загальна толерантність у суспільстві до сексуального насильства та жорсткість санкцій, якщо такі є, проти винних. Ці системи переконань надають жінкам надзвичайно мало законних можливостей відмовитися від сексуальних домагань. Таким чином, деякі чоловіки просто виключають можливість того, що їхні сексуальні замахи щодо жінки можуть бути відхилені або що жінка має право приймати автономне рішення щодо участі в сексі. У деяких культурах жінки, так само як і чоловіки, вважають шлюб обов'язком жінок бути практично необмеженими, хоча секс може бути культурно забороненим у певний час, наприклад, після пологів або під час менструації.
Суспільні норми щодо використання насильства як засобу досягнення цілей тісно пов'язані з поширеністю зґвалтувань. У суспільствах з ідеологією мачизму, яка наголошує на домінуванні, фізичній силі та чоловічій честі, зґвалтування є більш поширеним явищем. Країни з культурою насильства або де відбуваються насильницькі конфлікти стикаються зі зростанням майже всіх форм насильства, включаючи сексуальне насильство.

## Сім'я та інша соціальна підтримка

### Середовище раннього дитинства
Існують докази того, що сексуальне насильство є також засвоєною поведінкою деяких дорослих, особливо щодо сексуального насильства над дітьми. Дослідження хлопчиків, які зазнали сексуального насильства, показали, що приблизно кожен п'ятий з них згодом сам розбещує дітей.
Середовище дитинства, яке є фізично жорстоким, емоційно несприятливим і характеризується конкуренцією за обмежені ресурси, асоціюється з сексуальним насильством. Сексуально-агресивна поведінка молодих чоловіків, наприклад, була пов'язана з тим, що вони були свідками насильства в сім'ї та з емоційно віддаленими та байдужими батьками. Чоловіки, які виросли в сім'ях із суворо патріархальними структурами, також більш схильні до насильства, ґвалтування та сексуального примусу до жінок, а також жорстокого поводження зі своїми інтимними партнерами, ніж чоловіки, які виросли в сім'ях, які є більш егалітарними.

### Сімейна честь і сексуальна чистота
Іншим фактором, пов'язаним із соціальними відносинами, є реакція сім'ї, яка звинувачує жінок, не караючи чоловіків, натомість зосереджуючись на відновленні втраченої сімейної честі. Така реакція створює середовище, в якому зґвалтування може відбуватися безкарно.
У той час як сім'ї часто намагаються захистити членів жіночої статі від зґвалтування, а також можуть призначити своїм дочкам засоби контрацепції, щоб запобігти видимим ознакам, якщо це станеться, рідко існує сильний соціальний тиск, щоб контролювати молодих чоловіків або переконати їх, що примушувати до статевих стосунків — це неправильно. Натомість у деяких країнах часто підтримують членів сім'ї робити все необхідне, включаючи вбивство, щоб полегшити ганьбу, пов'язану зі зґвалтуванням чи іншим сексуальним правопорушенням. Під час огляду всіх вбивств честі, які сталися в Йорданії в 1995 році, дослідники виявили, що в понад 60 % випадків жертва померла від численних вогнепальних поранень, переважно від рук брата. У випадках, коли жертвою була самотня вагітна жінка, злочинця або виправдовували за вбивство, або отримували пом'якшений термін.

## Теорії соціального клімату

### Феміністські теорії зґвалтування чоловіком-жінкою
Феміністична теорія зґвалтування між чоловіком і жінкою підсумована заявою Сьюзан Браунміллер: «зґвалтування — це ні більше, ні менше, ніж свідомий процес залякування, за допомогою якого всі чоловіки тримають усіх жінок у стані страху». Деякі феміністки стверджують, що домінування чоловіків над жінками в соціально-політичній та економічній сферах є основною причиною більшості зґвалтувань, і вважають зґвалтування між чоловіком і жінкою злочином влади, який мало чи зовсім не пов'язаний із самим сексом. Проте дослідження 1983 року, яке порівнювало 14 показників домінування чоловіків і частоту зґвалтувань у 26 американських містах, не виявило кореляції, за винятком одного, де більше домінування чоловіків фактично зменшувало випадки зґвалтувань. Теорія соціального навчання зґвалтування подібна до феміністської теорії та пов'язує такі культурні традиції, як наслідування, зв'язки між сексуальним насильством, міфи про зґвалтування (наприклад, «жінки таємно бажають бути зґвалтованими») і десенсибілізацію як основні причини зґвалтувань.

### Культура ґвалтування
Культура зґвалтування — це термін, який використовується в жіночих дослідженнях і фемінізмі, описуючи культуру, в якій зґвалтування та інше сексуальне насильство (зазвичай щодо жінок) є поширеним явищем і в якій поширені погляди, норми, практики та медіа виправдовують, нормалізують, виправдовують або заохочують насильство проти жінок.
У межах парадигми акти сексизму зазвичай використовуються для перевірки та раціоналізації нормативних практик женоненависництва; наприклад, сексистські жарти можуть виховувати неповагу до жінок і супутню зневагу до їх благополуччя, що зрештою робить зґвалтування та жорстоке поводження з ними «прийнятними». Приклади поведінки, яка, як кажуть, є символом культури зґвалтування, включають звинувачення жертви, применшення зґвалтування у в'язниці та сексуальне об'єктивування.
Культура зґвалтування як концепція та соціальна реальність була детально досліджена у фільмі 1975 року «Культура зґвалтування», створеному Маргарет Лазарус і Реннером Вундерліхом для Cambridge Documentary Films.

### Гендерна соціалізація та сексуальні сценарії
Дослідження сексуально активних чоловіків і жінок студентського віку показують, що вони часто сприймають чоловіків як сексуальних ініціаторів, а жінок — як сексуальних охорониць.
Було стверджено, що судові процеси щодо сексуального насильства, як і саме зґвалтування, можуть залежати від культурних наративів про чоловіків як сексуальних підбурювачів. Хлопчиків виховують бути сексуально агресивними, домінантними та завойовницькими, щоб підтвердити свою мужність. Кетрін МакКіннон стверджує, що чоловіки ґвалтують «з причин, які вони поділяють навіть з тими, хто цього не робить, а саме: маскулінність та їхня ідентифікація з маскулінними нормами, зокрема, те, що вони є людьми, які ініціюють секс, і людьми, які соціально відчувають, що самостверджуються через агресивне ініціювання сексуальної взаємодії». За словами Чека та Маламута (1983), чоловіків вчать проявляти ініціативу та наполегливо під час сексуальних стосунків, тоді як жінки повинні встановлювати обмеження. Цей класичний сексуальний сценарій часто популяризується через телевізійні шоу, популярні фільми та порнографію, де зображено чоловіка, який робить сексуальний поступ, а жінку спочатку чинить опір, але потім, зрештою, позитивно реагує, закохуючись у нього або відчуваючи оргазм (Коуен, Лі, Леві). і Снайдер, 1988; Маламут і Чек, 1981; Мається на увазі, що чоловіки повинні наполягати поза протестом жінки, а жінки повинні говорити «ні», навіть якщо вони бажають сексу (Muehlenhard and McCoy, 1991). Чим традиційніше суспільство, тим ближче дотримання цього сексуального сценарію. З цієї причини багато чоловіків не вірять, що жінка має на увазі «ні», коли каже «ні», і продовжують тиснути на жінку, зрештою примушуючи її до сексу; згоду часто плутають з підкоренням.
У багатьох суспільствах чоловіки, які не поводяться традиційно по-чоловічому, піддаються остракізму з боку однолітків і вважаються жінкоподібними. У дослідженнях молоді чоловіки з Камбоджі, Мексики, Перу та Південної Африки повідомили, що брали участь в інцидентах, коли дівчат примушували до сексу (наприклад, групового зґвалтування) і що вони робили це, щоб довести свою мужність своїм друзям, або під тиском однолітків і страхом, що їх відкинуть, якщо вони не візьмуть участь у нападі.

### Секс-індустрія та сексуальне насильство
Деякі теоретики стверджують, що прийняття цих сексуальних практик посилює сексуальне насильство щодо жінок, посилюючи стереотипні погляди на жінок, які розглядаються як сексуальні об'єкти, які можуть бути використані та зловживані чоловіками, а також через десенсибілізацію чоловіків; це одна з причин, чому деякі теоретики виступають проти секс-індустрії. Вони стверджують, що порнографія еротизує домінування, приниження та примус жінок, а також зміцнює сексуальні та культурні погляди, які сприяють зґвалтуванням і сексуальним домаганням. Феміністка, яка бореться з порнографією, Андреа Дворкін, відома аргументація цієї точки зору у своїй суперечливій книзі «Порнографія: чоловіки, які володіють жінками» (1981).

## Еволюційні пояснення
Чоловіки, які за певних обставин застосовували силу, могли мати більший репродуктивний успіх у родовому середовищі, ніж чоловіки, які не застосовували силу. Соціобіологічні теорії зґвалтування — це теорії, які досліджують, до якої міри еволюційні адаптації впливають на психологію ґвалтівників, якщо такі є. Такі теорії є дуже суперечливими, оскільки традиційні теорії зазвичай не вважають зґвалтування поведінковою адаптацією. Деякі заперечують проти таких теорій з етичних, релігійних, політичних, а також наукових міркувань. Інші стверджують, що правильне знання причин зґвалтування необхідне для розробки ефективних профілактичних заходів. Існує велика кількість досліджень сексуального примусу.

## Подальше читання
- Marnie E. Rice; Lalumiere, Martin L.; Vernon L. Quinsey (2005). The Causes Of Rape: Understanding Individual Differences In Male Propensity For Sexual Aggression (The Law and Public Policy.). American Psychological Association. ISBN 978-1-59147-186-8.